# Liste der Baudenkmäler in Bad Rodach
Auf dieser Seite sind die Baudenkmäler in der oberfränkischen Stadt Bad Rodach zusammengestellt. Diese Tabelle ist eine Teilliste der Liste der Baudenkmäler in Bayern. Grundlage ist die Bayerische Denkmalliste, die auf Basis des Bayerischen Denkmalschutzgesetzes vom 1. Oktober 1973 erstmals erstellt wurde und seither durch das Bayerische Landesamt für Denkmalpflege geführt wird. Die folgenden Angaben ersetzen nicht die rechtsverbindliche Auskunft der Denkmalschutzbehörde.

## Ensemble

### Altstadt Bad Rodach mit südlicher und westlicher Vorstadt

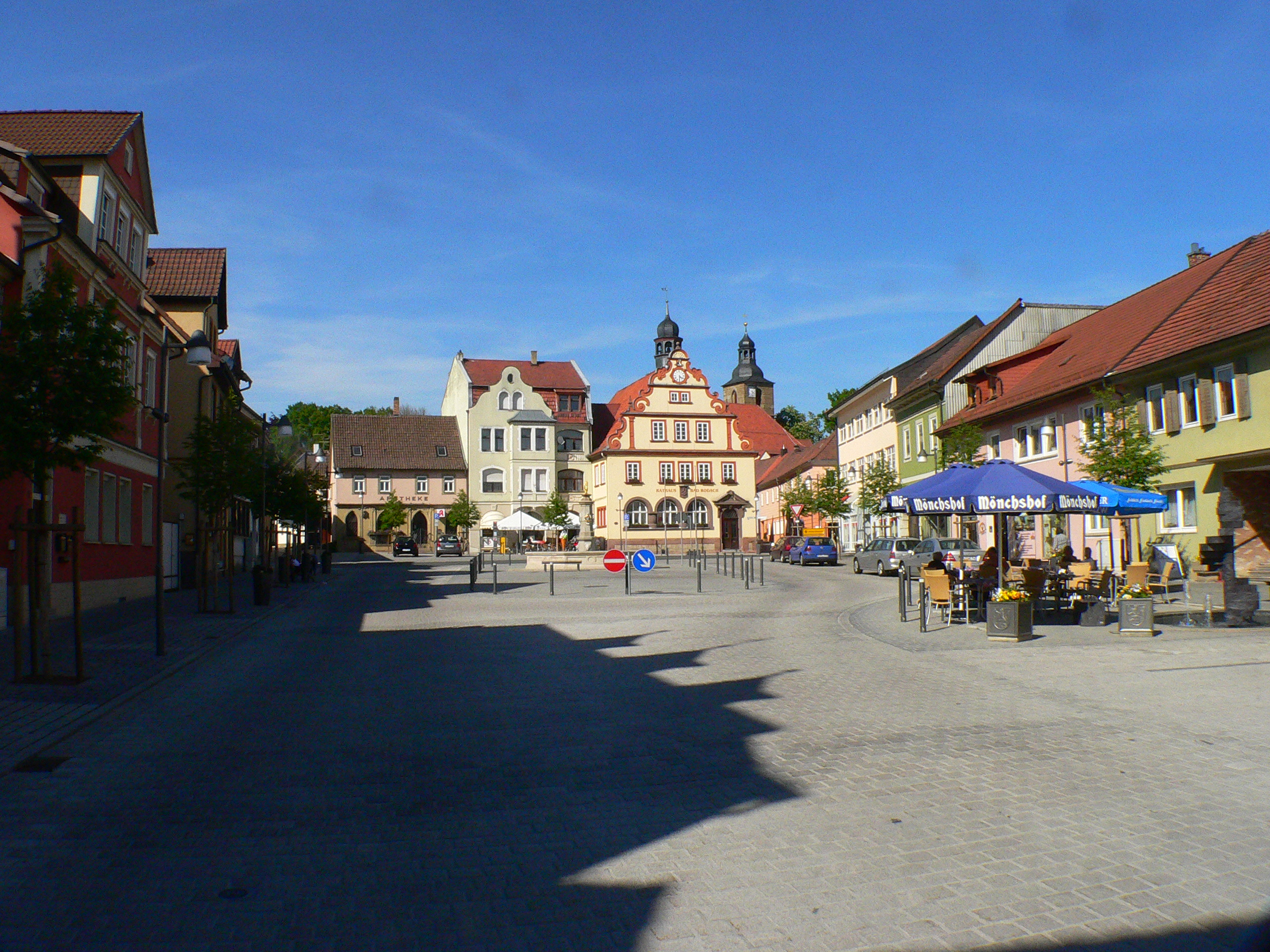
Marktplatz

Das Ensemble umfasst die Altstadt und die südlichen und westlichen Vorstädte der Stadt, die sich jüngst zu einem Thermalbad zu entwickeln begann. An einen erstmals 899 erwähnten ursprünglich königlichen Hof hatte sich im 11. Jahrhundert eine kleine dörfliche Siedlung gelegt. Südlich der Ansiedlung und südlich der hier vorbeiführenden Straße Coburg-Hildburghausen legte man um 1300 planmäßig eine städtische Siedlung an. Rodach erhielt 1362 von den Hennebergern das Stadtrecht und war Ende des 14. Jahrhunderts umwehrt. Nachdem es 1531 zur kursächsischen Landesfestung aufgewertet worden war, erfolgte eine neue Befestigung. Dieser Bering mit Mauerzügen, Türmen und Gräben umzieht die nördliche Stadthälfte zum größten Teil noch heute. Von den Stadttoren ist nur der Kupfersturm erhalten, der zum Schutz des abgegangenen Hildburghäuser Tores errichtet worden ist. Im Gefüge des südöstlichen Stadtquartiers ist der ehemalige Befestigungsring ebenfalls deutlich ablesbar, wenn hier auch nur ein kurzes Mauerstück erhalten ist. Die Nordhälfte der Stadt bewahrt einen altertümlichen Straßenverlauf. Hier erheben sich auch die wichtigsten Monumentalbauten: in der Ostecke die barock neuerbaute Pfarrkirche, 1755–58 von J. J. Deumler und in der Westecke das nach Plänen von Johann David Steingruber 1748/49 für Herzog Franz Josias errichtete ehemalige Jagdschloss. Die Südhälfte der Altstadt öffnet sich zum langgestreckten nach Süden sich etwas verjüngenden Marktplatz. Seine Platzwände wurden bei Stadtbränden 1825 und 1862 größtenteils zerstört, doch sind das Rathaus und die Anwesen Markt 4, 5 und 21 ältere Bauten. Bei Wiedererrichtung der Marktwestseite wurde der dahinterliegende Stadtmauerzug abgetragen und für die Neubauten wiederverwendet. Die bürgerliche Bebauung der Altstadt entspricht häufig dem Typ des städtischen geschlossenen Bauernhofs mit Fachwerkbauten des 19. Jahrhunderts und ist in den traufseitigen Wohnbauten oft klassizistisch-biedermeierlich geprägt. Sie setzt sich in den Vorstädten fort: in der Heldburger Straße, die den Marktplatz nach Süden über den ehemaligen Bering hinaus verlängert und in der Hildburghäuser Straße bis zur Friedhofskirche von 1742/49. (Aktennummer: E-4-73-158-1)

## Stadtbefestigung
Die Stadtbefestigung aus dem 14. Jahrhundert besteht aus Mauerzügen, Türmen und Graben. Der Mauergürtel um die Nordhälfte der Stadt ist größtenteils erhalten. Im Süden sind Mauerstücke am Alten Mauerweg rückwärts von Wallgasse 1 erhalten.
Der erhaltene nördliche Mauerring verläuft entlang der Rückertstraße ab Schloßplatz 2 bis Schulgasse 3.

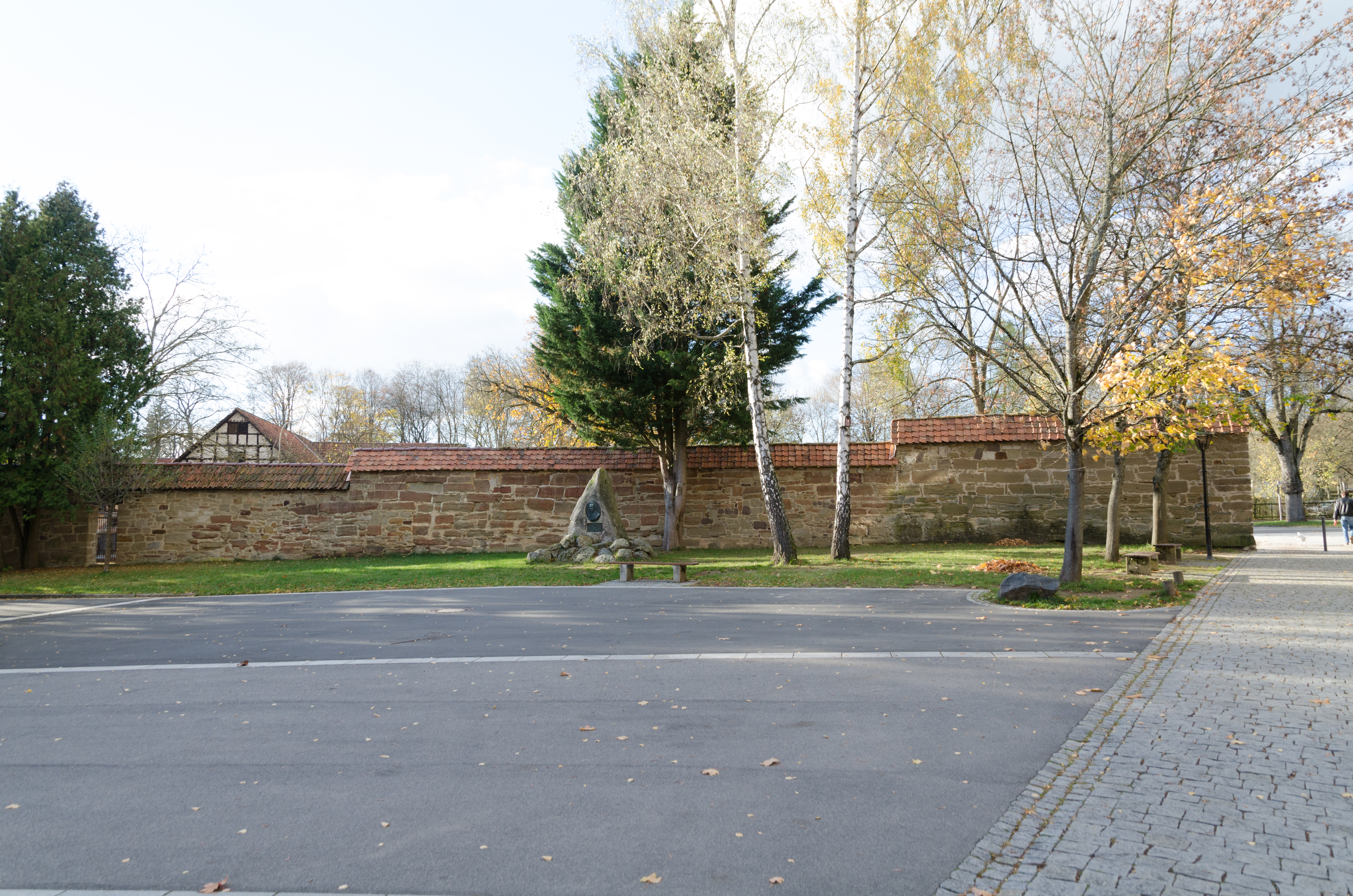
Mauerzug am Schloßplatz
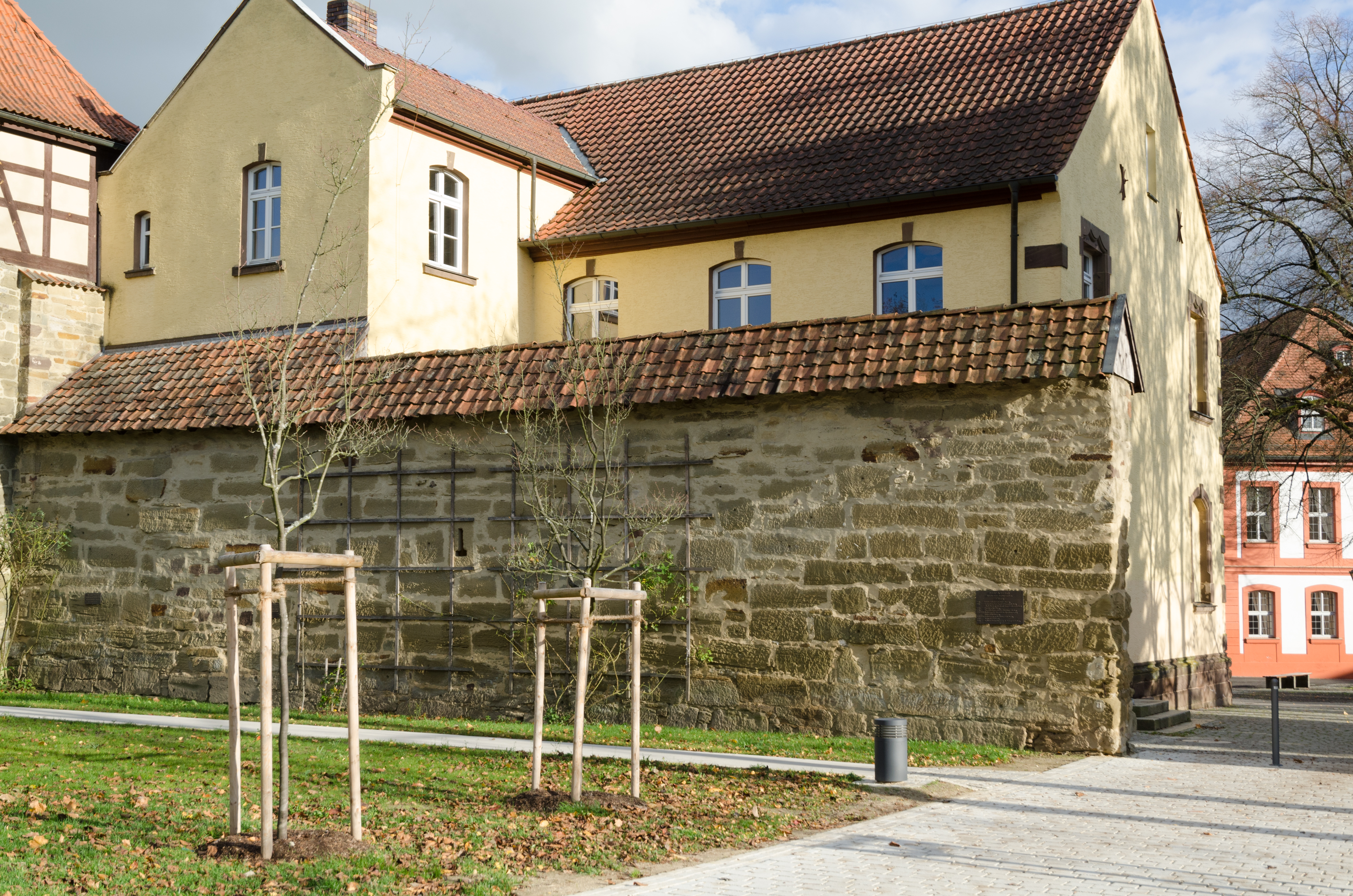
Mauerzug am Schloßplatz
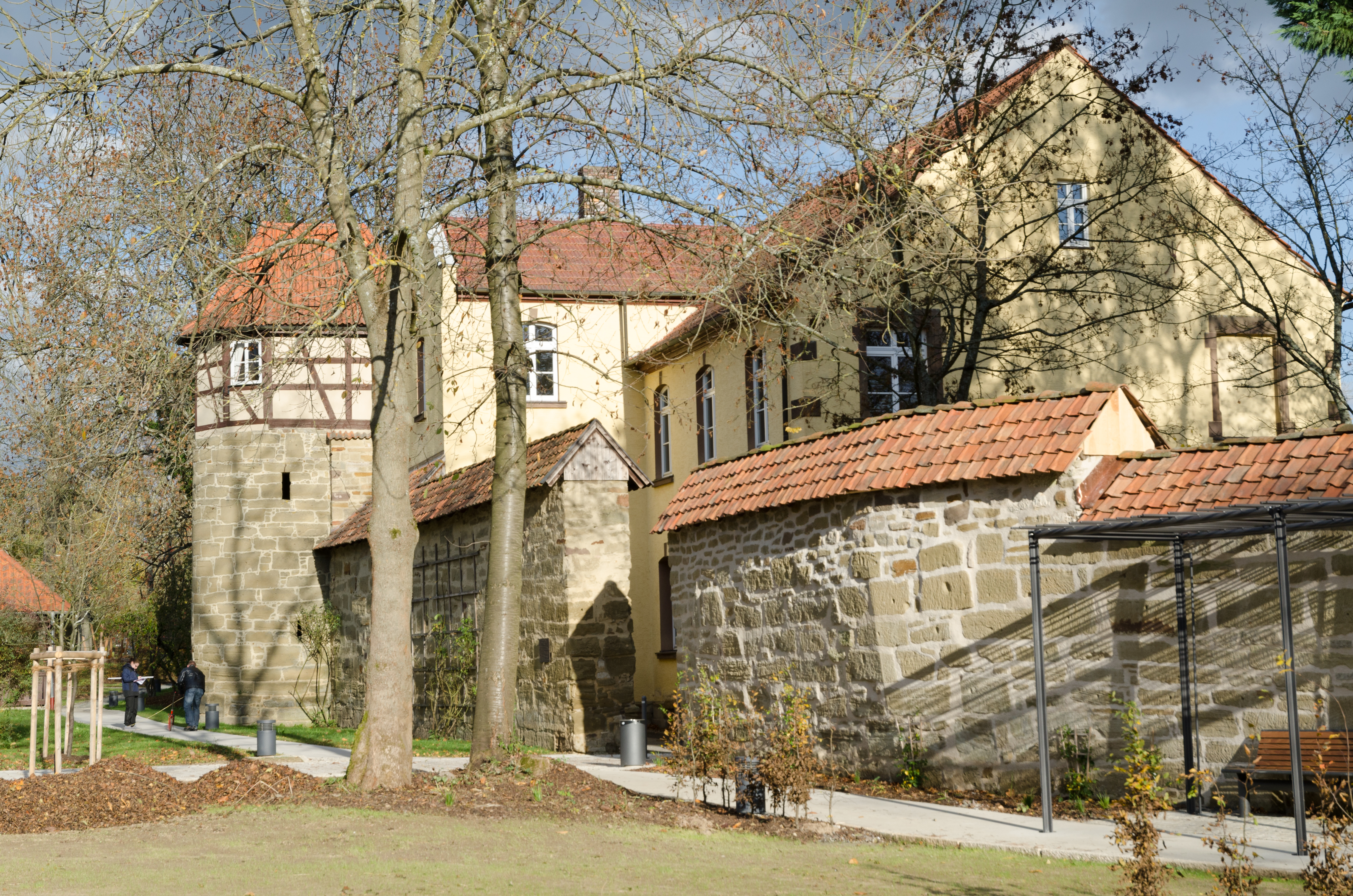
Mauerzug bei Schloßplatz 4
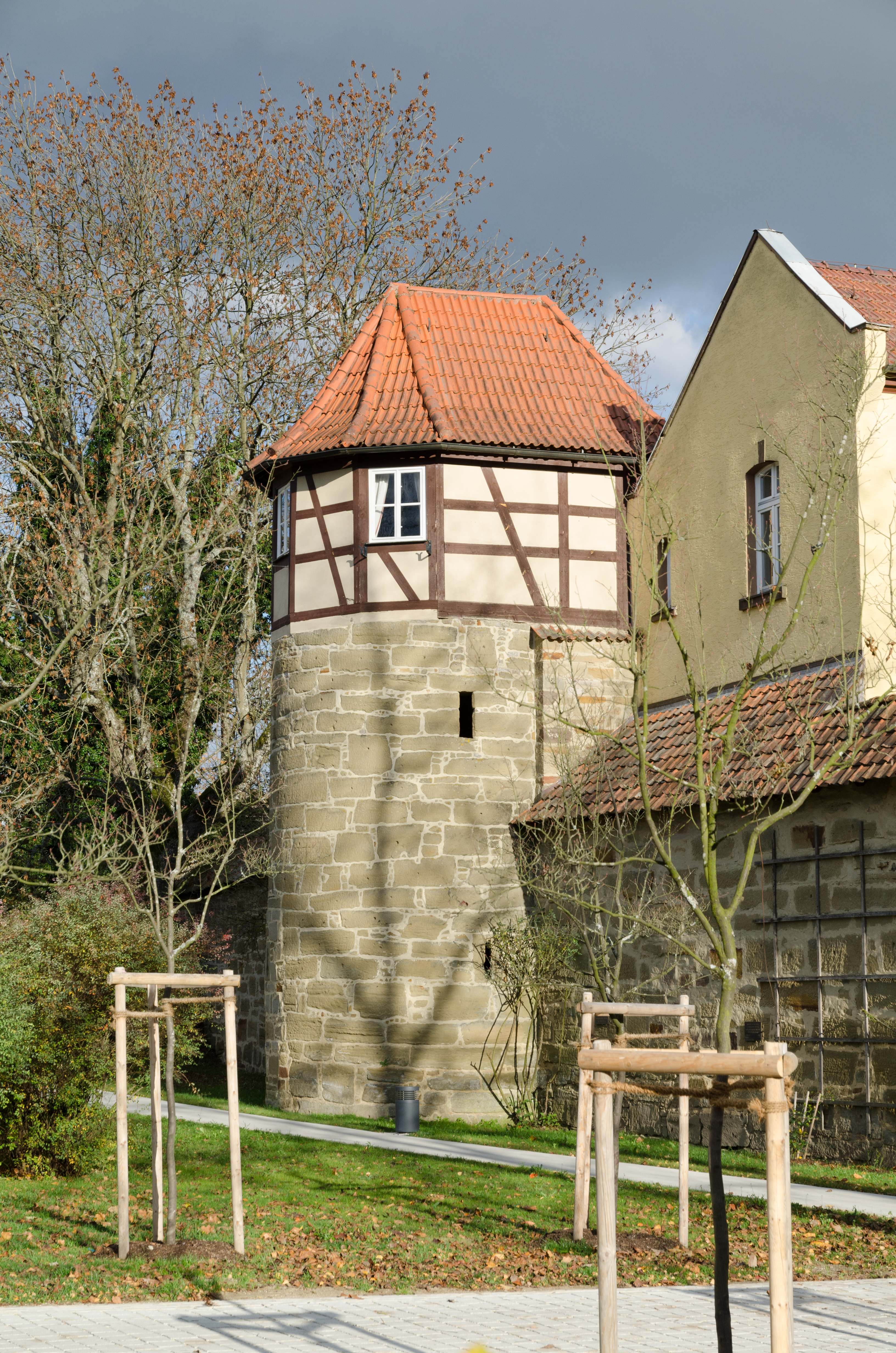
Turm bei Schloßplatz 4
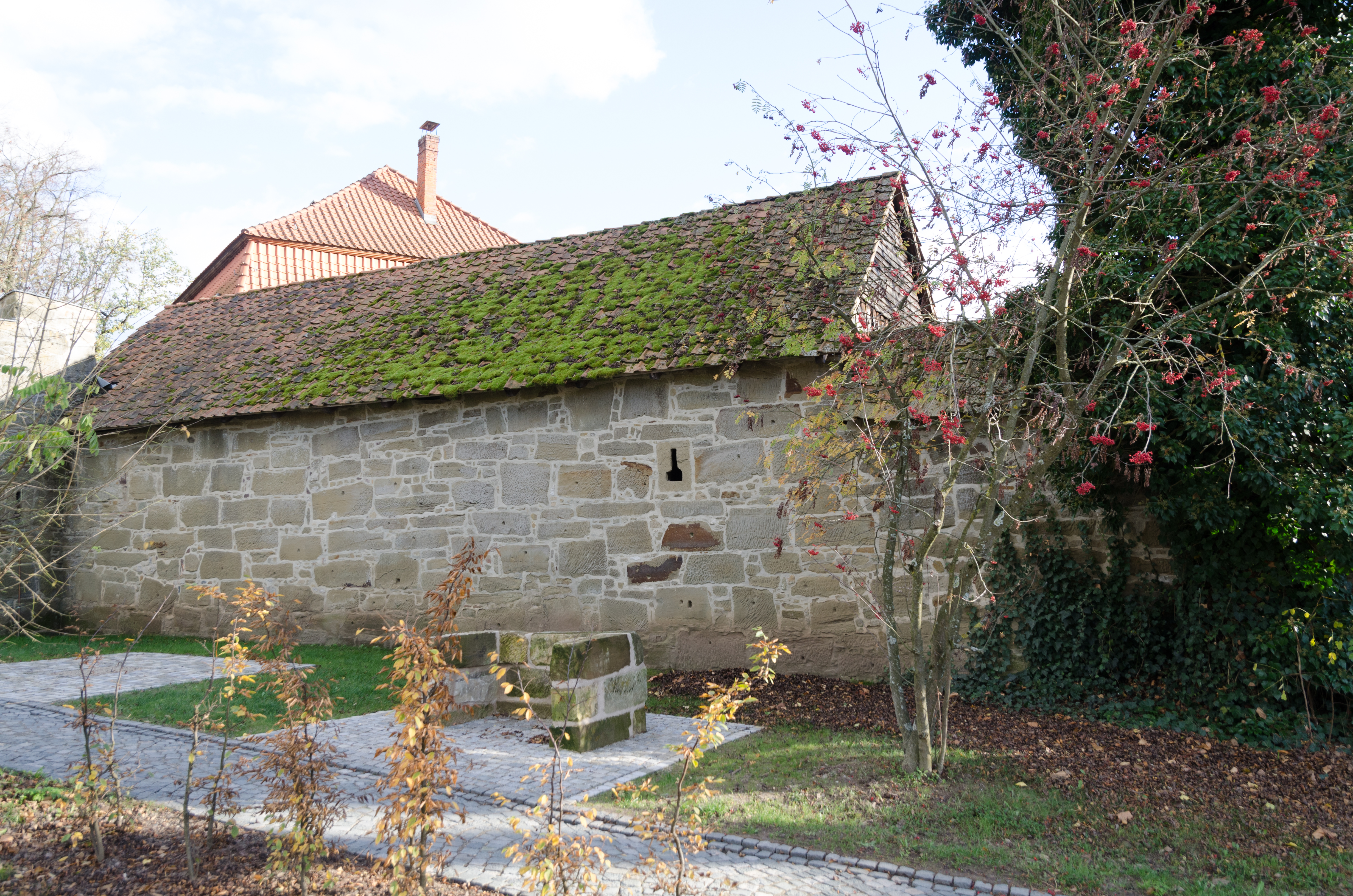
Mauerzug bei Schloßplatz 6
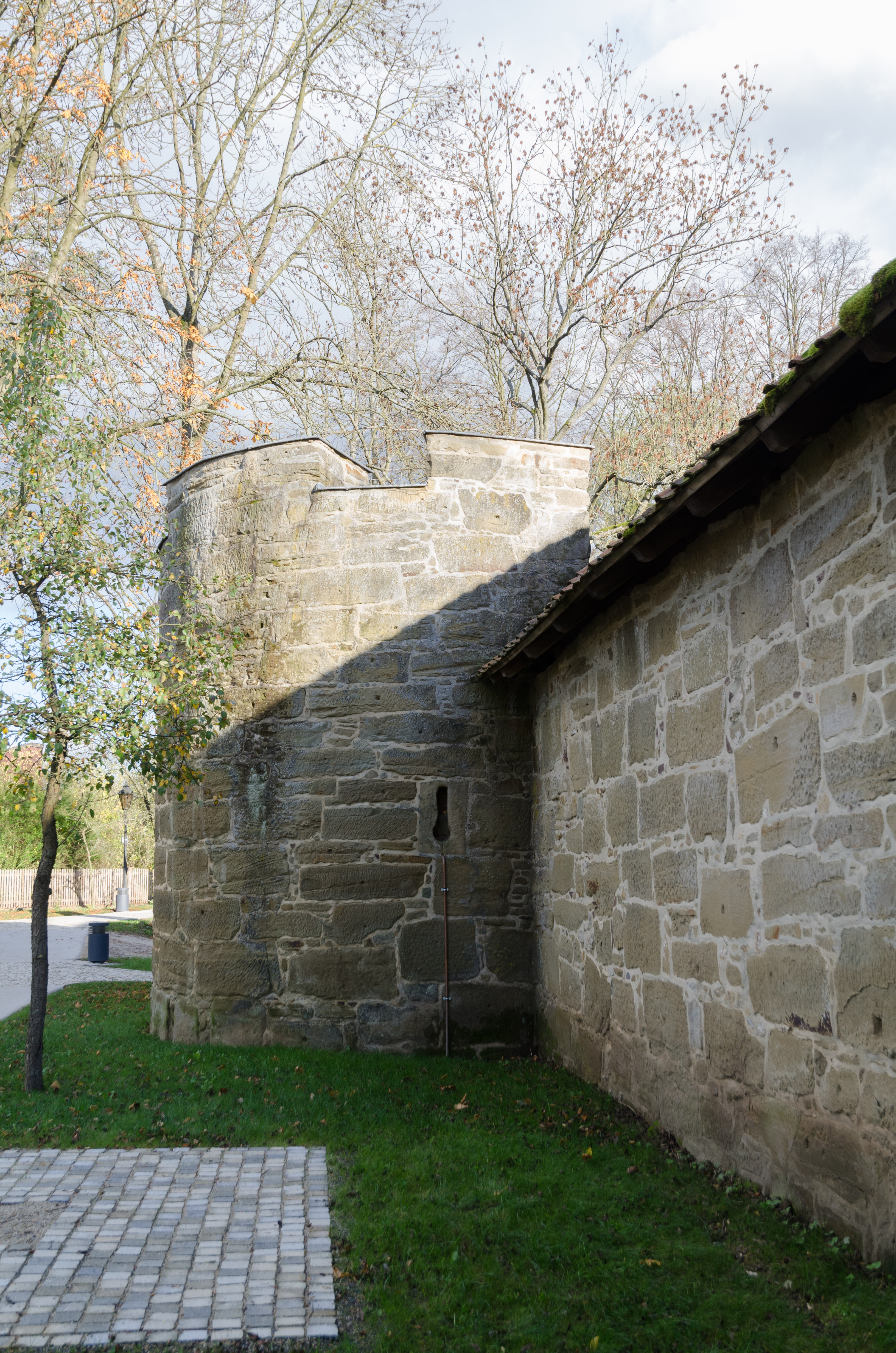
Mauerzug bei Schloßplatz 6
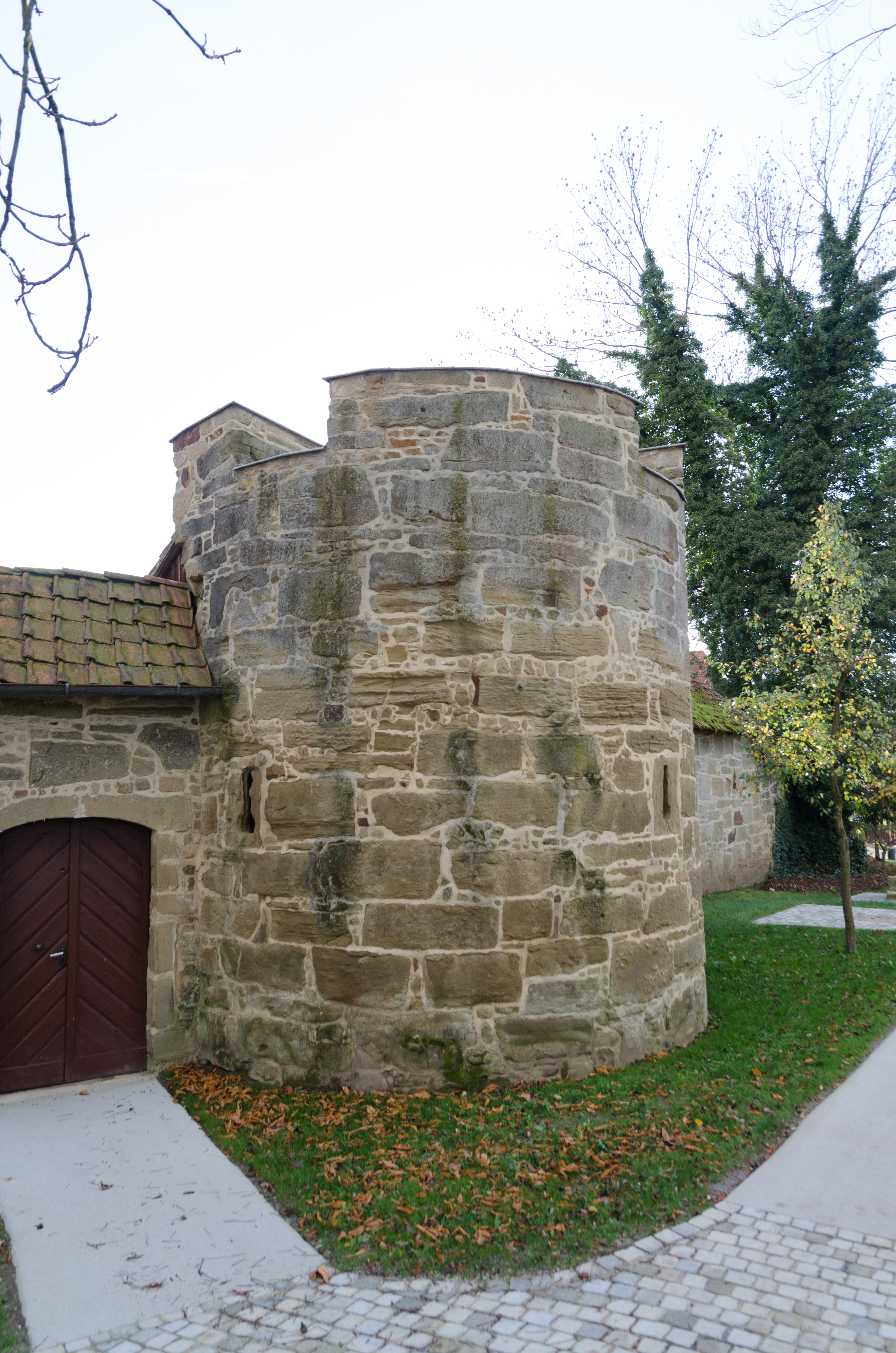
Turmstumpf bei Schloßplatz 6
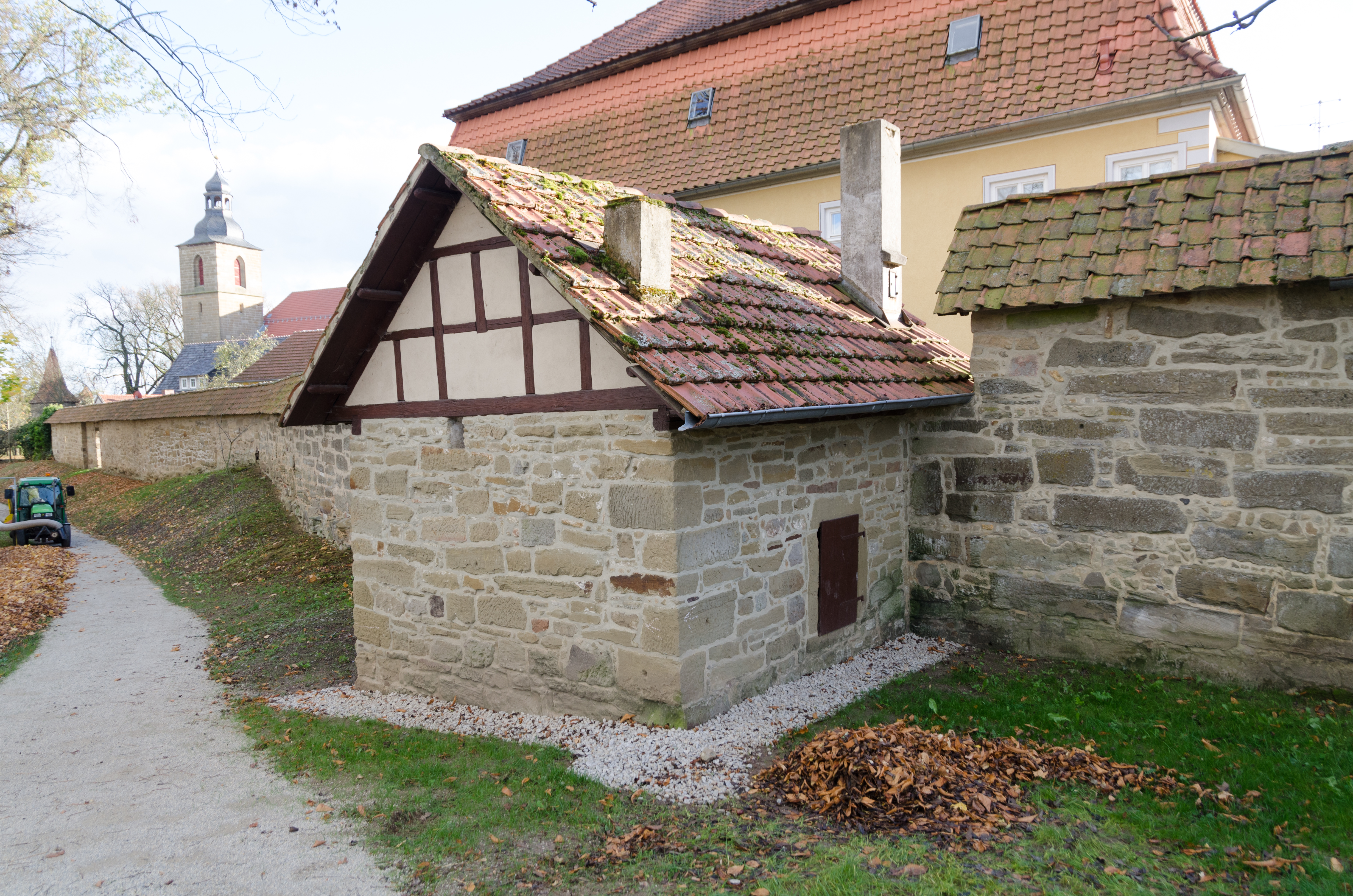
Mauerzug bei Schloßplatz 6
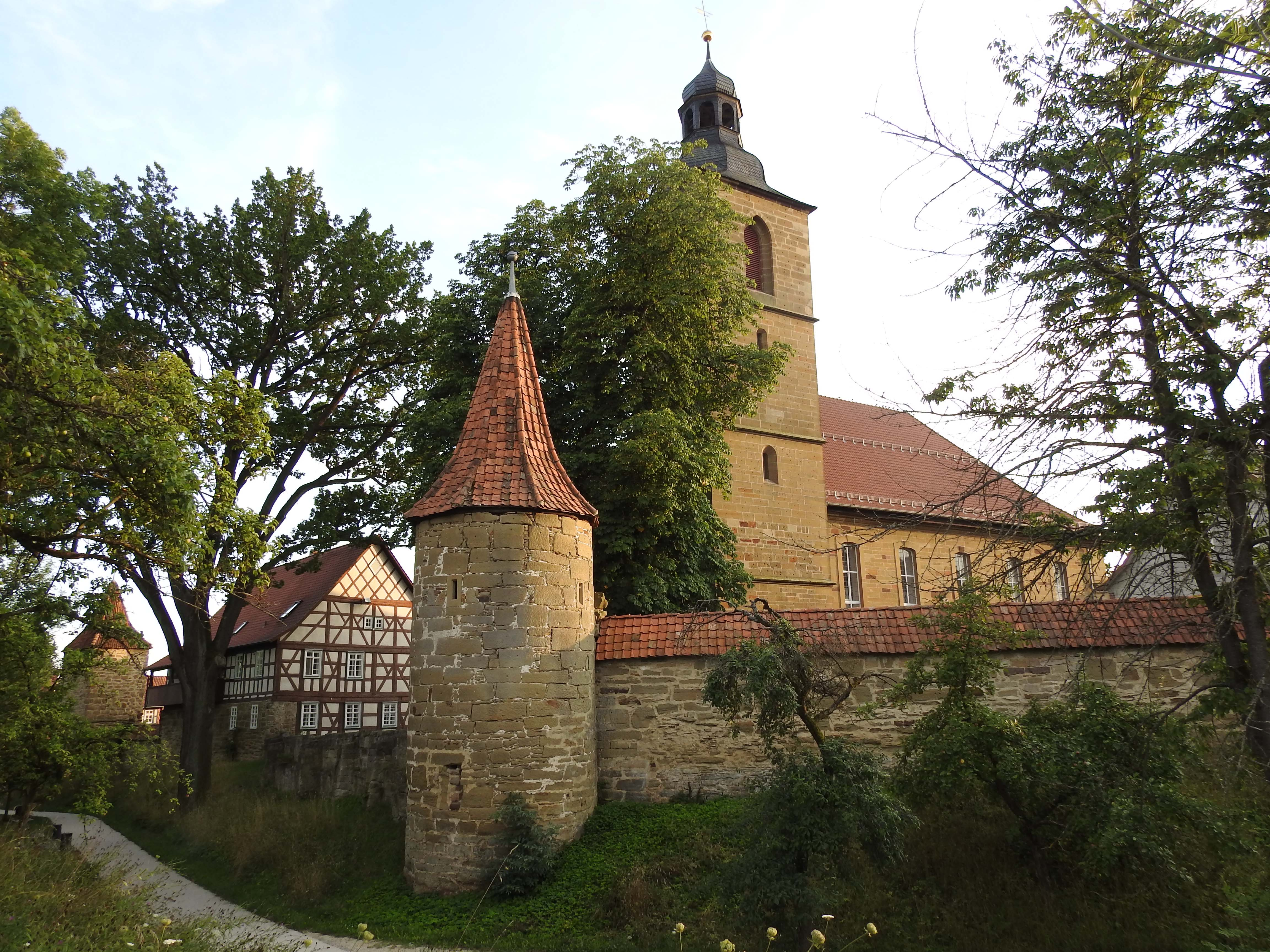
Stadtmauer, Turm, Alte Schule und Pfarrkirche St. Johannis bei Kirchgasse 5
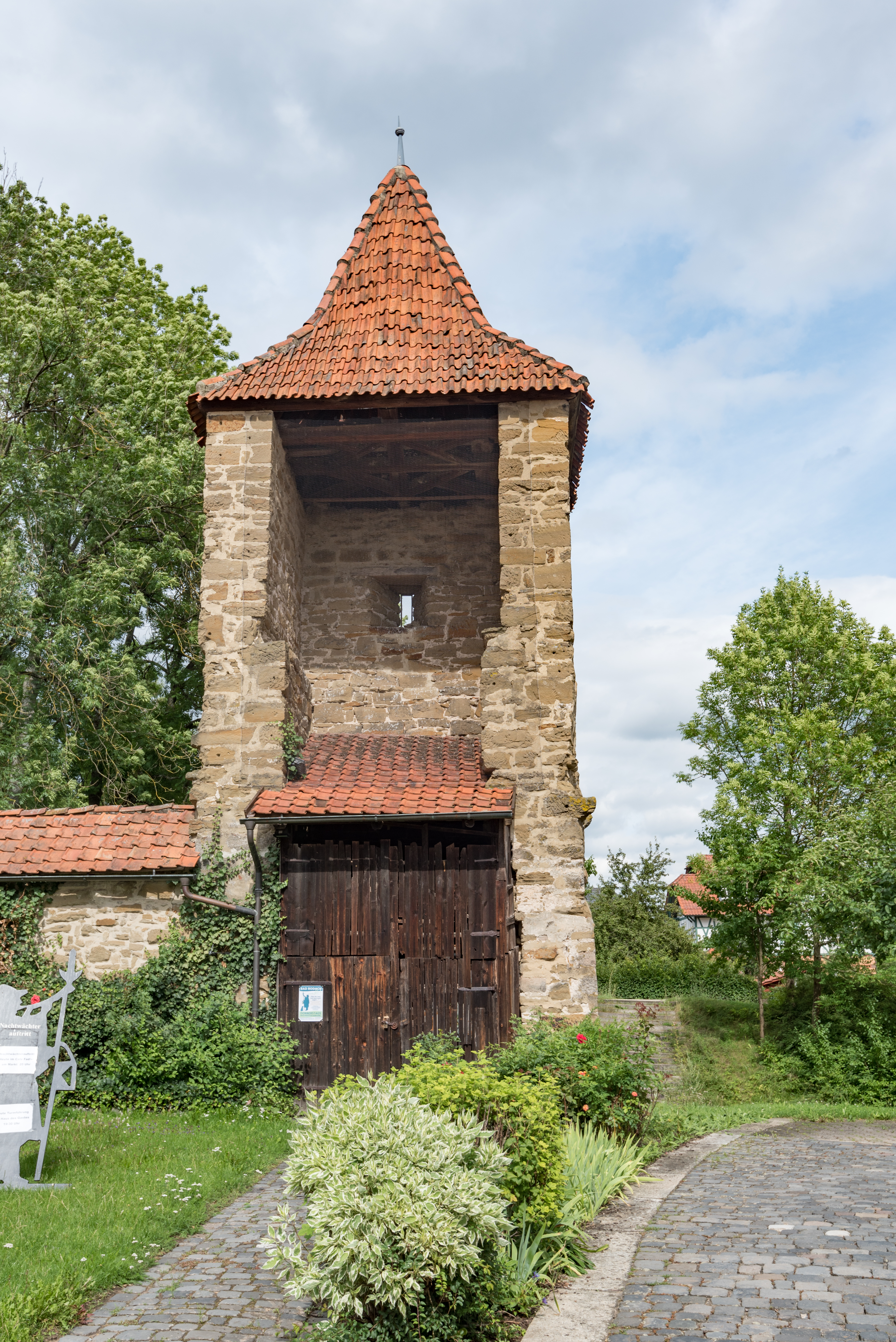
Pulverturm bei Kirchgasse 3

| Lage                             | Objekt      | Beschreibung | Akten-Nr.             | Bild        |
| -------------------------------- | ----------- | --- | --------------------- | ----------- |
| Hildburghäuser Straße (Standort) | Kupfersturm | Der Kupfersturm ist ein spätmittelalterlicher Stadtmauerturm mit einem Fachwerkobergeschoss sowie einem Walmdach und Dachreiter. | D-4-73-158-9 Wikidata | Kupfersturm |
| Wallgasse 1 (Standort)           | Stadtmauer  | Rückwärts, 14. Jahrhundert | D-4-73-158-1 Wikidata | Stadtmauer  |

## Baudenkmäler nach Gemeindeteilen

### Bad Rodach
| Lage | Objekt                                               | Beschreibung | Akten-Nr.               | Bild                                           |
| --- | ---------------------------------------------------- | --- | ----------------------- | ---------------------------------------------- |
| Adelhäuser Feld; Bachwiesen; Eichelberg; Frauenberg; Hinter der Mühle; Hörlebach; Kleiner Hoher Rain; Lange Äcker; Loch; Mühlweg; Oberer Melm; Peterswiesen; Rodach; Ruhgärten; Räumwiesen; Sandberg; Schafruh; Schläglein; St 2205; Von Adelhausen nach Lempertshausen; Von Massenhausen nach Lempertshausen; Wüstenseewiesen (Standort) | Grenzsteine                                          | Zahlreiche Grenzsteine Herzogtum Sachsen-Coburg und Sachsen-Meiningen, laufende Nummerierung (212 z. B. an der Straße nach Adelhausen/Hildburghausen), mittleres 19. Jahrhundert; an der Grenze zu Thüringen | D-4-73-158-35 Wikidata  | Grenzsteine                                    |
| Alexandrinenstraße 3 (Standort) | Eckhaus                                              | Das zweigeschossige Eckhaus an der Kreuzung von Alexandrinenstraße und Grabenweg wurde im späthistoristischen Stil um 1905 gebaut. Es ist gekennzeichnet durch einen Erkerturm, Filial- und Treppengiebel sowie Fachwerk im Obergeschoss | D-4-73-158-92 Wikidata  | Eckhaus                                        |
| Bahnstraße 1 (Standort) | Sanktimeterhaus                                      | Vierseithof, zweigeschossiges Fachwerkhaus mit Satteldach und Hochlaube, teilweise Verschieferung; Fachwerkscheune mit Satteldach, Kern 18. Jahrhundert | D-4-73-158-2 Wikidata   | weitere Bilder                                 |
| An der Straße nach Adelhausen vor der ehemaligen Grenze () | Reste einer Steinbank und Kilometerstein             | 19. Jahrhundert; nicht nachqualifiziert | D-4-73-158-36 Wikidata  |                                                |
| Coburger Straße 40 (Standort) | Ehemalige Spielwarenfabrik                           | Stattlicher zweigeschossiger Fachwerkbau mit Satteldach und Zwerchhaus, Verschieferung mit Bemalung, 1834 | D-4-73-158-3 Wikidata   | Ehemalige Spielwarenfabrik                     |
| Gartenstraße 24 (Standort) | Geschnitzter Wappenschild der Spielwarenfabrik       | Wohl spätes 19. Jahrhundert (siehe auch: Christian Hofmann Spielwarenfabrik) | D-4-73-158-4 Wikidata   | Geschnitzter Wappenschild der Spielwarenfabrik |
| Gerbergasse 2 (Standort) | Ackerbürgerhaus                                      | Zweigeschossiges Fachwerkhaus mit Satteldach und Wageneinfahrt, 18./19. Jahrhundert | D-4-73-158-5 Wikidata   | Ackerbürgerhaus                                |
| Gerbergasse 20, 22a (Standort) | Satteldachhaus                                       | Stattlich, zweigeschossig, auf Kellergeschoss, Laube rückwärts, im Kern 17./18. Jahrhundert, starke Veränderungen | D-4-73-158-6 Wikidata   | Satteldachhaus                                 |
| Heldburger Straße 14 (Standort) | Sogenanntes Fridolinhaus                             | Malerischer zweigeschossiger Fachwerkbau mit Türmen und Zwerchhaus, massives Erdgeschoss, um Innenhof gruppiert, 1914 mit älterem Kern | D-4-73-158-7 Wikidata   | weitere Bilder                                 |
| Heldburger Straße 47 (Standort) | Bahnhofsgebäude                                      | Zweigeschossiger verschieferter Fachwerkbau mit Halbwalmdach, Zwerchhausrisalit, 1892; die Güterhalle, ein Fachwerkgebäude von 1913, hat 135 Quadratmeter Nutzfläche. | D-4-73-158-116 Wikidata | Bahnhofsgebäude                                |
| Herrengasse 6 (Standort) | Ehemaliges Pfarrhaus                                 | Zweigeschossiger Mansarddachbau, Freitreppe, um 1800 | D-4-73-158-8 Wikidata   | Ehemaliges Pfarrhaus                           |
| Hildburghäuser Straße 11 (Standort) | Halbwalmdachhaus                                     | Zweigeschossig, Fachwerkobergeschoss, 18. Jahrhundert | D-4-73-158-10 Wikidata  | Halbwalmdachhaus                               |
| Hildburghäuser Straße 13 (Standort) | Fachwerkhaus                                         | Zweigeschossig, mit Satteldach, 19. Jahrhundert | D-4-73-158-11 Wikidata  | Fachwerkhaus                                   |
| Hildburghäuser Straße 14 (Standort) | Fachwerkhaus                                         | Zweigeschossig, mit Satteldach, Hofeinfahrt, 18. Jahrhundert | D-4-73-158-12 Wikidata  | Fachwerkhaus                                   |
| Hildburghäuser Straße 17 (Standort) | Evangelisch-lutherische Friedhofskirche St. Salvator | Saalbau mit Dachreiter, 1742–49; mit Ausstattung | D-4-73-158-13 Wikidata  | weitere Bilder                                 |
| Hildburghäuser Straße 17 (Standort) | Friedhof                                             | Mit Friedhofsmauer und eingebauten Spolien; Kriegerdenkmal, 1922 vom Heldburger Bildhauer Leybold; Grabdenkmäler | D-4-73-158-14 Wikidata  | weitere Bilder                                 |
| Hirschmüllersweg 1 (Standort) | Hirschmühle                                          | Halbwalmdachbau, Fachwerk, erste Hälfte 19. Jahrhundert; Wirtschaftsgebäude, die Scheune 18. Jahrhundert | D-4-73-158-33 Wikidata  | Hirschmühle                                    |
| Nähe Hirschmüllersweg; vor der Hirschmühle (Standort) | Jagdgrenzstein                                       | Bezeichnet „1706“ | D-4-73-158-34 Wikidata  | Jagdgrenzstein                                 |
| Kirchgasse 3 (Standort) | Ehemalige Rodacher Lateinschule                      | Zweigeschossiger Fachwerkbau mit Satteldach, Erdgeschoss verputzt, 17./18. Jahrhundert | D-4-73-158-16 Wikidata  | weitere Bilder                                 |
| Kirchgasse 5 (Standort) | Evangelisch-lutherische Pfarrkirche St. Johannis     | Saalbau 1755–58 nach Entwurf von Johann Jakob Deumler mit Turm des 15. Jahrhunderts; mit Ausstattung | D-4-73-158-15 Wikidata  | weitere Bilder                                 |
| Kirchgasse 6 (Standort) | Haus Steitzer                                        | Ackerbürgerhaus, zweigeschossiger Satteldachbau aus Sandsteinquadern mit Zwerchhaus, reich romanisierend-gotisierender Dekor, bezeichnet „1840“ | D-4-73-158-17 Wikidata  | weitere Bilder                                 |
| Kirchgasse 10 (Standort) | Fachwerkhaus und Fachwerkscheune                     | Zweigeschossiges, verputztes Fachwerkhaus mit Satteldach, 18. Jahrhundert; rückwärtig Hof mit Fachwerkscheune mit Satteldach | D-4-73-158-18 Wikidata  | weitere Bilder                                 |
| Lempertshäuser Straße 13 (Standort) | Katholische Pfarrkirche St. Marien                   | Das Gotteshaus entstand nach einem Entwurf des Architekten Josef Rauschen aus dem Jahr 1953 und wurde 1957 konsekriert. Es hat einen trapezförmigen Grundriss mit einem nach Westen ausgerichteten Altar. Die West- und Nordfassade sind durch große, buntverglaste Fensterflächen gekennzeichnet. Südlich vom Kirchenschiff steht ein Campanile | D-4-73-158-117 Wikidata | weitere Bilder                                 |
| Markt (Standort) | Marktbrunnen                                         | Polygonales Bassin mit Brunnensäule, 1891 (bezeichnet „1873“) | D-4-73-158-25 Wikidata  | weitere Bilder                                 |
| Markt 1 (Standort) | Rathaus                                              | Zweigeschossiger Satteldachbau mit Schweifgiebelfassade und Dachreiter, im Kern Fachwerkbau von 1660, 1903 neurenaissancemäßig umgebaut | D-4-73-158-20 Wikidata  | weitere Bilder                                 |
| Markt 3 (Standort) | Apotheke                                             | Zweigeschossiges Traufseithaus mit reichem neugotischem Dekor im Erdgeschoss, Mitte 19. Jahrhundert | D-4-73-158-21 Wikidata  | weitere Bilder                                 |
| Markt 4 (Standort) | Erffenhaus, ehemals als Postgebäude genutzt          | Zweigeschossiger Schopfwalmdachbau. Es trägt die Jahreszahl „1690“ als Bezeichnung und wurde im 19. Jahrhundert umgebaut. Das Gebäude hat im Erdgeschoss genutete Ecklisenen und ein rustiziertes Portal. Das Fachwerkobergeschoss ist verkleidet. | D-4-73-158-22 Wikidata  | weitere Bilder                                 |
| Markt 5 (Standort) | Gasthof Zum goldenen Löwen                           | Das zweigeschossige Fachwerkhaus aus dem 17./18. Jahrhundert steht am Markt in einer Ecklage zur Hildburghäuser Straße. Der Keller wurde wohl vor dem Dreißigjährigen Krieg errichtet. Das Gebäude hat ein Satteldach und einen stattlichen Giebel zur Hildburghäuser Straße. Es beherbergte bis 1986 den Gasthof Zum goldenen Löwen. Danach stand es leer. 2014 erwarb die Stadt das Anwesen, die 2015 das einsturzgefährdete Hinterhaus abbrechen ließ. Es folgte der Verkauf an einen Investor, der das Gebäude für eine neue Nutzung mit fünf Ferienwohnungen bis 2018 sanierte. | D-4-73-158-23 Wikidata  | weitere Bilder                                 |
| Markt 21 (Standort) | Traufseithaus                                        | Zweigeschossig, mit Toreinfahrt, Rest des abgegangenen Hotels Schmerl, bezeichnet „1633“ | D-4-73-158-24 Wikidata  | weitere Bilder                                 |
| Schloßplatz (Standort) | Denkmal für Superintendent Christian Hohnbaum        | Reliefbildnis auf Felsblock, 1907 von E. Wegner | D-4-73-158-30 Wikidata  | weitere Bilder                                 |
| Schloßplatz 1/1a (Standort) | Ehemaliges Amtsgericht                               | Mit Gefängnis, zweigeschossiger Neurenaissancebau mit Satteldach und Treppengiebel, um 1900 | D-4-73-158-27 Wikidata  | weitere Bilder                                 |
| Schloßplatz 4 (Standort) | Rückertschule                                        | Zweigeschossiger Neurenaissancebau mit Satteldach und Ziergiebel, wurde 1905 an den Stadtmauerturm angebaut | D-4-73-158-28 Wikidata  | weitere Bilder                                 |
| Schloßplatz 5 (Standort) | Ehemaliges herzogliches Jagdschloss                  | Zweigeschossiger Walmdachbau mit dreigeschossigem Mittelrisalit, 1748–49 von Johann David Steingruber; mit Ausstattung | D-4-73-158-29 Wikidata  | weitere Bilder                                 |
| Schulgasse 3 (Standort) | Alte Schule                                          | Zweigeschossiger Fachwerkbau mit Satteldach, 1696, auf Stadtmauer aufsitzend dabei: Pulverturm, 16. Jahrhundert | D-4-73-158-31 Wikidata  | weitere Bilder                                 |
| Schulgasse 4 (Standort) | Fachwerkhaus                                         | Eingeschossig, mit Satteldach, zweite Hälfte 17. Jahrhundert, bezeichnet „1841“ | D-4-73-158-106 Wikidata | weitere Bilder                                 |

### Breitenau
| Lage                     | Objekt                                             | Beschreibung                                                                                | Akten-Nr.              | Bild           |
| ------------------------ | -------------------------------------------------- | ------------------------------------------------------------------------------------------- | ---------------------- | -------------- |
| Bergstraße 2 (Standort)  | Bauernhaus                                         | Fachwerk, zweigeschossige Borlaube, wohl 18. Jahrhundert                                    | D-4-73-158-37 Wikidata | Bauernhaus     |
| Bergstraße 5 (Standort)  | Evangelisch-lutherische Kirche Unserer lieben Frau | Saalbau mit Chorturm, im Kern mittelalterlich, im 17.–19. Jahrhundert; mit Ausstattung      | D-4-73-158-38 Wikidata | weitere Bilder |
| Dorfstraße 5 (Standort)  | Bauernhaus                                         | Fachwerk, zweigeschossige Borlaube, 18. Jahrhundert                                         | D-4-73-158-39 Wikidata | Bauernhaus     |
| Dorfstraße 10 (Standort) | Bauernhaus                                         | Obergeschoss verschiefert, in deutscher Schablone, Schopfwalm, erste Hälfte 19. Jahrhundert | D-4-73-158-40 Wikidata | Bauernhaus     |
| Dorfstraße 11 (Standort) | Bauernhaus                                         | Verschiefert, bezeichnet „1874“                                                             | D-4-73-158-41 Wikidata | Bauernhaus     |

### Elsa
| Lage | Objekt                             | Beschreibung | Akten-Nr.               | Bild                               |
| --- | ---------------------------------- | --- | ----------------------- | ---------------------------------- |
| An der Wied 4 (Standort)                                                                                   | Wohnstallhaus                      | Zweigeschossig, historistisch, mit Satteldach und Zwerchhäusern, um 1910                                                          | D-4-73-158-113 Wikidata | Wohnstallhaus                      |
| Pfarrsteig 2 (Standort)                                                                                    | Hierzu Schweinestall               | Sandsteinquader und Fachwerk, verbrettert                                                                                         | D-4-73-158-115 Wikidata | Hierzu Schweinestall               |
| Pfarrsteig 4; Pfarrsteig 2 (Standort)                                                                      | Pfarrkirche                        | Chorturm 15. Jahrhundert, Kirchhaus neugotisch, bezeichnet „1866“; mit Ausstattung; Kirchhofummauerung, Tor bezeichnet „1754“     | D-4-73-158-43 Wikidata  | weitere Bilder                     |
| Pfarrsteig 6, bei der Kirche (Standort)                                                                    | Evangelisch-lutherisches Pfarrhaus | Walmdachbau, Torpfosten und Hoftor, 18. Jahrhundert                                                                               | D-4-73-158-44 Wikidata  | Evangelisch-lutherisches Pfarrhaus |
| Riedweg 6 (Standort)                                                                                       | Wohnstallhaus                      | Zweigeschossig, verschiefert, mit Satteldach, Laubsägedekorationen im Giebelbereich, 1905, im Kern wohl frühes 19. Jahrhundert    | D-4-73-158-114 Wikidata | Wohnstallhaus                      |
| Riedweg 7 (Standort)                                                                                       | Wohnstallhaus                      | Zweigeschossig, verschiefert, mit Satteldach, bezeichnet „1883“                                                                   | D-4-73-158-110 Wikidata | Wohnstallhaus                      |
| Riedweg 11 (Standort)                                                                                      | Wohnstallhaus                      | Zweigeschossig, verschiefert, mit Satteldach, bezeichnet „1881“, im Kern 18. Jahrhundert                                          | D-4-73-158-109 Wikidata | Wohnstallhaus                      |
| Walburer Weg 6 (Standort)                                                                                  | Wohnstallhaus                      | Zweigeschossig, verschiefert, mit Satteldach, zweigeschossige Borlaube, Reste klassizistischer Schiefermalerei, bezeichnet „1817“ | D-4-73-158-111 Wikidata | Wohnstallhaus                      |
| Walburer Weg 10 (Standort)                                                                                 | Wohnstallhaus                      | Verschiefert, mit Frackdach, Laubengang, Ende 19. Jahrhundert, im Kern 1721                                                       | D-4-73-158-112 Wikidata | Wohnstallhaus                      |
| Zur Wart, links der Straße nach Rodach, 100 m östlich der Gemarkungsgrenze bei der Luther-Linde (Standort) | Steinmal                           | Sandstein | D-4-73-158-45 Wikidata  | Steinmal                           |

### Gauerstadt
| Lage | Objekt                              | Beschreibung | Akten-Nr.               | Bild                               |
| --- | ----------------------------------- | --- | ----------------------- | ---------------------------------- |
| Billmuthäuser Straße 3 (Standort)                                                                         | Eingeschossiges Fachwerkhaus        | Giebel mit Zierfachwerk, 1702 | D-4-73-158-98 Wikidata  | Eingeschossiges Fachwerkhaus       |
| Billmuthäuser Straße 6 (Standort)                                                                         | Kern des Wohn- und Geschäftshauses  | Zweigeschossiger Satteldachbau; tonnengewölbter Keller, wohl Rest einer spätmittelalterlichen Gadenanlage; Ecktürmchen; Ladeneingang und -fenster um 1900                                      | D-4-73-158-46 Wikidata  | Kern des Wohn- und Geschäftshauses |
| Billmuthhäuser Straße 8 (Standort)                                                                        | Evangelische Pfarrkirche St. Marien | Mittelalterlicher Chorturm, Langhaus 1797–1800; mit Ausstattung | D-4-73-158-47 Wikidata  | weitere Bilder                     |
| Billmuthhäuser Straße 8 (Standort)                                                                        | Kriegerdenkmal                      | Für 1866, 1870/71 und 1914–18, Sandstein; vor der Kirche | D-4-73-158-51 Wikidata  | Kriegerdenkmal                     |
| Billmuthäuser Straße 9 (Standort)                                                                         | Fachwerkhaus                        | Zweigeschossig, verputzt, Giebel mit Zierfachwerk, bezeichnet „1669“ | D-4-73-158-99 Wikidata  | Fachwerkhaus                       |
| Billmuthäuser Straße 10 (Standort)                                                                        | Pfarrhaus                           | Zweigeschossiges Fachwerkhaus mit Satteldach, teilweise Verschieferung, 17./18. Jahrhundert; Stallflügel mit Holzlege; Fachwerkscheune 19. Jahrhundert; Sandsteinquadermauer bezeichnet „1744“ | D-4-73-158-48 Wikidata  | Pfarrhaus                          |
| Billmuthäuser Straße 13 (Standort)                                                                        | Ehemaliges Gasthaus                 | Zweigeschossiger Satteldachbau, Fachwerk, um 1700 | D-4-73-158-100 Wikidata | Ehemaliges Gasthaus                |
| Billmuthäuser Straße 15 (Standort)                                                                        | Fachwerkhaus                        | 18. Jahrhundert | D-4-73-158-49           | Fachwerkhaus                       |
| Domänenstraße 2 (Standort)                                                                                | Wohnstallhaus mit Zwerchhäusern     | Zierfachwerk, um 1900 | D-4-73-158-101 Wikidata | Wohnstallhaus mit Zwerchhäusern    |
| Rodacher Straße (Standort)                                                                                | Steinbrücke                         | Einjochig, über die Rodach, Sandstein, 18./19. Jahrhundert; östlich vom Ort | D-4-73-158-52 Wikidata  | Steinbrücke                        |
| Rodacher Straße 2 (Standort)                                                                              | Wohnhaus mit Kreuzdach              | Ziegel und Sandstein, Kniestock mit Zierfachwerk, Laubsägedekor, um 1900 | D-4-73-158-102 Wikidata | Wohnhaus mit Kreuzdach             |
| Rodacher Straße 10 (Standort)                                                                             | Dreiseithof                         | Wohnhaus mit Fachwerk, bezeichnet „1799“; Nebengebäude Fachwerk mit Schiebeläden | D-4-73-158-50 Wikidata  | Dreiseithof                        |
| Rodacher Straße 17a (Standort)                                                                            | Ehemaliges Gutshaus                 | Zweigeschossiger Fachwerkbau mit Mansardwalmdach, 1789 | D-4-73-158-103 Wikidata | Ehemaliges Gutshaus                |
| Schulstraße 1 (Standort)                                                                                  | Ehemaliges Schulhaus                | Sichtziegel und Fachwerk, teilverschiefert, bezeichnet „1877“ | D-4-73-158-104 Wikidata | Ehemaliges Schulhaus               |
| Stumpf, am Westausgang, Böschung der Straße nach Gauerstadt, 900 m westsüdwestlich Punkt 307,4 (Standort) | Sogenanntes Gauerstadter Kreuz      | Steinkreuz | D-4-73-158-42 Wikidata  | Sogenanntes Gauerstadter Kreuz     |
| An der Flurgrenze Gauerstadt/Breitenau ()                                                                 | Sühnekreuz                          | Spätmittelalterlich; | D-4-73-158-105 Wikidata |                                    |

### Grattstadt
| Lage                         | Objekt                                          | Beschreibung | Akten-Nr.              | Bild           |
| ---------------------------- | ----------------------------------------------- | --- | ---------------------- | -------------- |
| Ahlstadter Weg 10 (Standort) | Häubleinsgut                                    | Das Bauernhaus war das Wohnhaus eines Gutes, das nach dem Lehnsherr Johann Conrad Häublein zu Eisfeld benannt ist. Das Fachwerkgebäude stammt aus der ersten Hälfte des 19. Jahrhunderts und wurde 1874 aufgestockt. 1912 wurde die Laube angebaut. | D-4-73-158-54 Wikidata | Häubleinsgut   |
| Am Kirchsteig 3 (Standort)   | Evangelisch-lutherische Filialkirche St. Paulus | Saalbau mit Dreiseitschluss, Walmdach mit Dachreiter, um 1686, Umbauten 1755 und 1864; mit Ausstattung | D-4-73-158-53 Wikidata | weitere Bilder |

### Heldritt
| Lage                                                     | Objekt                                 | Beschreibung | Akten-Nr.               | Bild                          |
| -------------------------------------------------------- | -------------------------------------- | --- | ----------------------- | ----------------------------- |
| Am Schafberg 4 (Standort)                                | Scheunen- und Stallbau                 | Stattlich, Halbwalm, 19. Jahrhundert; zugehörig zu aufgelassenem Bauernhaus jenseits der Straße, in wirksamer Lage über dem Ort                                                    | D-4-73-158-63 Wikidata  | Scheunen- und Stallbau        |
| Hauptstraße 1 (Standort)                                 | Bauernhaus                             | Erdgeschossig mit Mansardwalmdach, Laube um 1800 | D-4-73-158-67 Wikidata  | Bauernhaus                    |
| Hauptstraße 12 (Standort)                                | Bauernhaus                             | Erdgeschossig, Halbwalmdach um 1800 | D-4-73-158-61 Wikidata  | Bauernhaus                    |
| Hetschbacher Weg 5 (Standort)                            | Bauernhaus                             | Fachwerkbau mit eingeschossiger Laube, 1. Hälfte 19. Jahrhundert | D-4-73-158-118          | BW                            |
| Kleine Gasse 5 (Standort)                                | Bauernhaus                             | Erdgeschossig, abgewalmtes Mansarddach, Verschieferung in deutscher Schablone mit Spuren alter Bemalung, bezeichnet „1787“                                                         | D-4-73-158-59 Wikidata  | Bauernhaus                    |
| Lutherweg 10 (Standort)                                  | Dreiseithof                            | Verschiefertes Wohnhaus mit erdgeschossiger Laube, erste Hälfte 19. Jahrhundert | D-4-73-158-66 Wikidata  | Dreiseithof                   |
| Reithweg 2 (Standort)                                    | Zweigeschossiges Bauernhaus            | Fachwerk, zum Teil verschiefert, 18. Jahrhundert, Aufstockung 1919 | D-4-73-158-108 Wikidata | Zweigeschossiges Bauernhaus   |
| Schloßberg 3 (Standort)                                  | Schloss                                | Zweigeschossige Zweiflügelanlage, 19. und frühes 20. Jahrhundert (im Kern 16./17. Jahrhundert); Wappenstein bezeichnet „1823“ und „1934“; neuromanische Scheune, bezeichnet „1838“ | D-4-73-158-58 Wikidata  | weitere Bilder                |
| Schloßberg 5 (Standort)                                  | Pfarrhaus                              | Fachwerk verputzt, 17./18. Jahrhundert, Kern wohl 16. Jahrhundert | D-4-73-158-56 Wikidata  | Pfarrhaus                     |
| Schloßberg 7; Nähe Am Schafberg; Schloßberg 9 (Standort) | Evangelisch-lutherische Nikolauskirche | Chorturm im Kern um 1500, Schweifkuppel 18. Jahrhundert, Kirchhaus neuromanisch, „1847“ (bezeichnet); mit Ausstattung; Friedhofsmauer                                              | D-4-73-158-55 Wikidata  | weitere Bilder                |
| Schloßberg 9 (Standort)                                  | Wohnhaus                               | Erdgeschossig mit Zwerchhaus, bezeichnet „1855“ | D-4-73-158-57 Wikidata  | Wohnhaus                      |
| Zur Mühle 19, 300 m vom Ortsrand am Mühlbach (Standort)  | Ehemalige Mühle und Sägemühle          | Zweigeschossiges Wohnhaus, Anfang 19. Jahrhundert, Seitenflügel älter | D-4-73-158-68 Wikidata  | Ehemalige Mühle und Sägemühle |
| Zur Schwaige 4 (Standort)                                | Bauernhaus                             | Fachwerkbau, Verschieferung mit Spuren ornamentaler Bemalung, erdgeschossige Laube verbindet mit Stallteil, 18./19. Jahrhundert                                                    | D-4-73-158-64 Wikidata  | Bauernhaus                    |
| Zur Schwaige 5 (Standort)                                | Gemeindekanzlei                        | Zweigeschossiger verschieferter Satteldachbau mit Dachreiter, bezeichnet „1871“ (dort ehemaliges Unteres Schloss).                                                                 | D-4-73-158-65 Wikidata  | weitere Bilder                |

### Mährenhausen
| Lage                                               | Objekt                                 | Beschreibung | Akten-Nr.              | Bild                                   |
| -------------------------------------------------- | -------------------------------------- | ------------ | ---------------------- | -------------------------------------- |
| Nähe Mährenhausen, gegenüber der Schule (Standort) | Kriegerdenkmal für 1914–18 und 1949–45 |              | D-4-73-158-69 Wikidata | Kriegerdenkmal für 1914–18 und 1949–45 |

### Oettingshausen
| Lage                          | Objekt                                                                           | Beschreibung | Akten-Nr.              | Bild                                                                             |
| ----------------------------- | -------------------------------------------------------------------------------- | --- | ---------------------- | -------------------------------------------------------------------------------- |
| Am Harrasgraben 2 (Standort)  | Bauernhaus                                                                       | Mit Verschieferung deutscher Schablone und Resten von Bemalung, Anfang 19. Jahrhundert                                       | D-4-73-158-75 Wikidata | Bauernhaus                                                                       |
| Am Harrasgraben 6 (Standort)  | Bauernhaus                                                                       | Erdgeschossig, Mansardwalmdach, um 1800                                                                                      | D-4-73-158-74 Wikidata | Bauernhaus                                                                       |
| Am Harrasgraben 17 (Standort) | Ehemalige Gastwirtschaft Schunk                                                  | Zweigeschossiges klassizisierendes Bauernhaus, Verschieferung deutscher Schablone mit Spuren von Bemalung, bezeichnet „1820“ | D-4-73-158-73 Wikidata | Ehemalige Gastwirtschaft Schunk                                                  |
| Am Kirchrangen 6 (Standort)   | Evangelisch-lutherische Kilianskirche                                            | Neubau 1969 nach Plänen von Herbert Fischer, Schwürbitz; Orgel des 18. Jahrhunderts                                          | D-4-73-158-71 Wikidata | weitere Bilder                                                                   |
| Am Kirchrangen 8 (Standort)   | Evangelisch-lutherisches Pfarramt, ehemaliges evangelisch-lutherisches Pfarrhaus | Obergeschoss verschiefert; Gartenportal bezeichnet „1739“                                                                    | D-4-73-158-72 Wikidata | Evangelisch-lutherisches Pfarramt, ehemaliges evangelisch-lutherisches Pfarrhaus |

### Roßfeld
| Lage                                                                             | Objekt                                            | Beschreibung | Akten-Nr.              | Bild            |
| -------------------------------------------------------------------------------- | ------------------------------------------------- | --- | ---------------------- | --------------- |
| Obere Mühlgasse 8 (Standort)                                                     | Dreiseithof                                       | Zweigeschossiges Wohnhaus mit Satteldach und Zwerchhaus, Fachwerk, bezeichnet „1813“, Verschieferung des Wohnhauses 1892; Fachwerkscheune mit Satteldach | D-4-73-158-79 Wikidata | Dreiseithof     |
| Rudelsdorfer Straße 14 (Standort)                                                | Bauernhaus                                        | Zweigeschossiges Bauernhaus mit Satteldächern, Obergeschoss Fachwerk, teilweise Verschieferung mit Bemalung, Heimatstil, bezeichnet „1910“               | D-4-73-158-85 Wikidata | Bauernhaus      |
| See, an Deichdurchstich von ehemaligem Fischwasser im Bachwiesengrund (Standort) | Sandsteinsteg                                     | Bezeichnet „1720“ | D-4-73-158-96 Wikidata | Sandsteinsteg   |
| Streudorfer Straße 2, östlich vom Ort an der Rodach (Standort)                   | Brauhaus                                          | Eingeschossiges Fachwerkhaus mit Schopfwalm, 18. Jahrhundert                                                                                             | D-4-73-158-78 Wikidata | Brauhaus        |
| Streufdorfer Straße 10 (Standort)                                                | Pfarrhaus                                         | Zweigeschossiger Mansarddachbau mit Fachwerkobergeschoss, um 1800                                                                                        | D-4-73-158-77 Wikidata | Pfarrhaus       |
| Streufdorfer Straße 11 (Standort)                                                | Mansarddachhaus                                   | Fachwerk mit Verschieferung, wohl noch 18. Jahrhundert                                                                                                   | D-4-73-158-80 Wikidata | Mansarddachhaus |
| Streufdorfer Straße 14 (Standort)                                                | Evangelisch-lutherische Pfarrkirche St. Margareta | Spätgotische Chorturmkirche, Umbau 17. und 18. Jahrhundert; mit Ausstattung; Friedhof mit beschädigten Grabsteinen des 18. Jahrhunderts                  | D-4-73-158-76 Wikidata | weitere Bilder  |

### Rudelsdorf
| Lage                       | Objekt        | Beschreibung                                                                       | Akten-Nr.              | Bild          |
| -------------------------- | ------------- | ---------------------------------------------------------------------------------- | ---------------------- | ------------- |
| Auf dem Sand (Standort)    | Kellerportal  | Sandstein, in Anlehnung an ein griechisches Schatzhaus, 19. Jahrhundert            | D-4-73-158-89 Wikidata | Kellerportal  |
| Nähe Rudelsdorf (Standort) | Schloss       | Mauerreste und Kellergewölbe eines abgegangenen Schlosses                          | D-4-73-158-86 Wikidata | Schloss       |
| Rudelsdorf 5 (Standort)    | Wohnstallhaus | Eingeschossig, mit Satteldach, Fachwerk verschiefert, bezeichnet „1755“ und „1883“ | D-4-73-158-97 Wikidata | Wohnstallhaus |
| Rudelsdorf 10 (Standort)   | Gemeindehaus  | Zweigeschossiger Fachwerkbau mit Satteldach und Giebelreiter, 1742                 | D-4-73-158-87          | Gemeindehaus  |

### Schweighof
| Lage                  | Objekt                                | Beschreibung                                                             | Akten-Nr.               | Bild                                  |
| --------------------- | ------------------------------------- | ------------------------------------------------------------------------ | ----------------------- | ------------------------------------- |
| Schweighof (Standort) | Staatliches Domänengebäude Schweighof | Wohnhaus, zweigeschossiger Blankziegelbau mit Fachwerkkniestock, um 1890 | D-4-73-158-107 Wikidata | Staatliches Domänengebäude Schweighof |

### Sülzfeld
| Lage                      | Objekt                                        | Beschreibung                                                        | Akten-Nr.              | Bild                                          |
| ------------------------- | --------------------------------------------- | ------------------------------------------------------------------- | ---------------------- | --------------------------------------------- |
| Nähe Sülzfeld (Standort)  | Kriegerdenkmal für 1866 (und folgende Kriege) |                                                                     | D-4-73-158-91 Wikidata | Kriegerdenkmal für 1866 (und folgende Kriege) |
| Wiesengrund 13 (Standort) | Ehemaliges Gemeindehaus                       | Zweigeschossig mit Dachreiter und Schiebeläden, 18./19. Jahrhundert | D-4-73-158-90 Wikidata | Ehemaliges Gemeindehaus                       |

## Ehemalige Baudenkmäler
In diesem Abschnitt sind Objekte aufgeführt, die früher einmal in der Denkmalliste eingetragen waren, jetzt aber nicht mehr. Objekte, die in anderem Zusammenhang – also z. B. als Teil eines Baudenkmals – weiter eingetragen sind, sollen hier nicht aufgeführt werden. Aktennummern in diesem Abschnitt sind ehemalige, jetzt nicht mehr gültige Aktennummern.

| Lage                                      | Objekt      | Beschreibung                                              | Akten-Nr.              | Bild        |
| ----------------------------------------- | ----------- | --------------------------------------------------------- | ---------------------- | ----------- |
| Heldritt Grabengasse 2 (Standort)         | Dreiseithof | Wohnhaus zweigeschossig, Fachwerk, Laube, 19. Jahrhundert | D-4-73-158-60 Wikidata | Dreiseithof |
| Niederndorf Colberger Straße 3 (Standort) | Bauernhaus  | Erdgeschossig, Fachwerk, 19. Jahrhundert                  | D-4-73-158-70 Wikidata | Bauernhaus  |
| Roßfeld Streufdorfer Straße 8 (Standort)  | Torpfosten  | bezeichnet mit „1778“                                     | D-4-73-158-82 Wikidata | BW          |